# Federación Internacional de la Prensa Cinematográfica
La Federación Internacional de la Prensa Cinematográfica (Fipresci; en francés: Fédération Internationale de la Presse Cinématographique) es la asociación internacional de críticos de cine y periodistas cinematográficos. Sus objetivos son promover y desarrollar la cultura ligada al cine así como defender los intereses de la profesión, lo que significa, entre otras, luchar por la libertad y los estándares éticos del periodismo cinematográfico.
En la actualidad, la Fipresci cuenta con unos 300 miembros procedentes de más 50 países. Su consejo está integrado por la presidenta Ahmed Shawky (Egipto), los vicepresidentes Paola Casella (Italia) y Elena Rubashevska (Ucrania), el secretario general Klaus Eder (Alemania) y la secretaria general adjunta Alin Tasciyan (Turquía).

## Historia
Los primeros antecedentes de la Fipresci se hallan cuando en 1925 un grupo de periodistas de París y Bruselas fundaron la Asociación Profesional de la Prensa Cinematográfica. Poco tiempo después sus integrantes comenzaron a contactar con otros críticos y periodistas cinematográficos de otros países. La idea de establecer una federación internacional tomó forma durante la celebración de un congreso sobre cinematografía, celebrado entre el 27 de septiembre y el 3 de octubre de 1926, en la Fundación Rothschild de París. Sin embargo no sería hasta el 6 de junio de 1930 cuando en Bruselas, impulsada por críticos de cine belga, italianos y franceses, vería la luz la asociación cuyos integrantes son críticos de cine, periodistas cinematográficos y periodistas pertenecientes a asociaciones de cine de los países que la integran.
En 1931, Roma acogió la segunda asamblea general de la Federación, en la que se adoptó el nombre «Fipresci» para denominar a la entidad a propuesta italiana. En junio del mismo año se promovió la divulgación entre las organizaciones de periodistas continentales y gobiernos. En noviembre se formó una Comisión internacional para reorganizar la recién constituida organización. En la tercera asamblea general, realizada en junio de 1932 en Londres, se aprobaron los nuevos estatutos redactados por la comisión lo que motivó su disolución posterior. En enero de 1933 París acogió la cuarta asamblea general en la que representantes de Bélgica asumieron el cargo de Secretario General y Tesorero y se creó tanto un logotipo como un carnet de membresía.
La quinta asamblea general se celebró del 29 de mayo al 1 de junio de 1935 en el marco de la Exposición de Bruselas. Se reunieron delegaciones de catorce países celebrándose diferentes actividades con la intención de promover los valores culturales del cine. También se crearon diferentes secciones nacionales con la intención de crear oficinas de información que dieran impulso y visibilidad a la organización tanto en los países que ya formaban parte de la misma como en el exterior. Se entablaron relaciones con editoriales de publicaciones especializadas en información cinematográfica, para que utilizaran los servicios las personas miembro de la Fipresci en el extranjero, y comenzaron a obtenerse beneficios como descuentos en viajes u hospedajes a los portadores de carnet de membresía.
En 1936, en conmemoración del 40 aniversario de la invención del cine, miembros de la Fipresci fueron recibidos en audiencia en Roma por el papa Pío XI y por Benito Mussolini. A finales de la década de los años 30, en los años previos a la Segunda Guerra Mundial, la oficina de la Fipresci mantuvo oficialmente una política de neutralidad. Ello no impidió que asistiera a los miembros de la organización de Austria y Polonia. En el momento del estallido del conflicto, la Fipresci mantenía siete representaciones nacionales (Alemania, Austria, Bélgica, Francia, Italia, Luxemburgo y Checoeslovaquia) y representantes individuales de nueve países (Ciudad del Vaticano, España, Estados Unidos, Holanda, Polonia, Portugal, Rumanía, Suecia y Suiza).
Tras el término de la Segunda Guerra Mundial fueron nuevamente representantes de Francia y Bélgica quienes iniciaron nuevamente el proceso de refundación de la Fipresci. Con la celebración de la primera edición del Festival de Cannes en 1946, la Fipresci se presentó nuevamente en sociedad y se eligieron nuevos miembros de la junta bajo la presidencia de la crítica británica Elizabeth Dilys Powell. La Fipresci también formó parte del jurado de este primer festival y otorgó su premio ex aequo a las películas Brief Encounter dirigida por David Lean y Farrebique de Georges Rouquier. En 1947 la organización comenzó su colaboración con Denis Marion, escritor, crítico y periodista colaborador de André Malraux, quien con su diplomacia y encanto ayudó a encaminar a la Fipresci hacia su situación actual.

## Premio Fipresci
Es habitual que en los diferentes festivales de cine de máxima categoría que se celebran en todo el mundo (como el Festival de Cannes, donde entregó su primer galardón en 1946, el Festival de Venecia, el Festival de Viena, el Festival de Toronto, la Berlinale o el Festival de Kerala), la Fipresci otorgue sus propios premios. El Premio Fipresci reconoce películas y directores relevantes que suponen un ejemplo emprendedor. Otros premios que la Fipresci otorga son el Premio Fipresci y otras distinciones destinadas a reconocer diferentes categorías del mundo del cine.
El listado de ganadores del Premio Fipresci incluyen a los siguientes directores:
- Abbas Kiarostami.
- Abderrahmane Sissako.
- Adoor Gopalakrishnan.
- Aki Kaurismäki.
- Akira Kurosawa.
- Andréi Tarkovsky.
- Andrzej Wajda.
- Antoni Krauze.
- Bahman Ghobadi.
- Béla Tarr.
- Benito Alazraki.
- Bruno Jori.
- Claire Denis.
- Cristian Mungiu.
- Danis Tanović
- Djibril Diop Mambety.
- Ingmar Bergman.
- Jafar Panahi.
- Jean-Luc Godard.
- Julia Ducournau.
- Ken Loach.
- Kim Ki-duk
- Laurent Cantet.
- Lee Chang-dong.
- Manoel de Oliveira.
- Marco Ferreri.
- Margot Benacerraf.
- Michael Haneke.
- Michael Moore.
- Nobuhiko Obayashi.
- Nuri Bilge Ceylan.
- Orson Welles.
- Paul Thomas Anderson.
- Pedro Almodóvar.
- Rainer Werner Fassbinder.
- Robert Eggers.
- Roman Polanski.
- Satyajit Ray.
- Srđan Karanović
- Terrence Malick.
- Theo Angelopoulos.
- Uisenma Borchu.
- Werner Herzog.
- Woody Allen.
- Wong Kar-wai.
- Wuershan.

El cineasta Robert Bresson rechazó su premio, concedido en 1974.

## Gran Premio Fipresci
Creado oficialmente en 1999, el Gran Premio Fipresci se entrega anualmente en el marco del Festival de Cine de San Sebastián. Es el premio más representativo entregado por la organización y su proceso de selección no se realiza mediante un jurado (como sí se hace con el Premio Internacional de la Crítica a una de las películas presentadas en competición) sino por elección de todos los miembros sobre todas las producciones cinematográficas estrenadas a lo largo de los doce meses anteriores. Su objetivo es apoyar el cine más arriesgado, original y personal. El galardón no fue entregado en 2020 debido a la pandemia de COVID-19.
- 1985: Faces of Women (Visages de femmes), dirigida por Désiré Ecaré.
- 1998: The Hole , dirigida por Tsai Ming-liang.
- 1999: Todo sobre mi madre, dirigida por Pedro Almodóvar
- 2000: Magnolia, dirigida por Paul Thomas Anderson
- 2001: The Circle, dirigida por Jafar Panahi.
- 2002: The Man Without a Past, dirigida por Aki Kaurismäki
- 2003: Uzak dirigida por Nuri Bilge Ceylan.
- 2004: Notre musique, dirigida por Jean-Luc Godard.
- 2005: 3-Iron, dirigida por Kim Ki-duk.
- 2006: Volver, dirigida por Pedro Almodóvar.
- 2007: 4 Months, 3 Weeks and 2 Days, dirigida por Cristian Mungiu.
- 2008: There Will Be Blood, dirigida por Paul Thomas Anderson.
- 2009: The White Ribbon dirigida por Michael Haneke.
- 2010: The Ghost Writer dirigida por Roman Polanski
- 2011, The Tree of Life dirigida por Terrence Malick.
- 2012: Amour, dirigida por Michael Haneke.
- 2013: La Vie d'Adèle, dirigida por Abdellatif Kechiche.
- 2014: Boyhood, dirigida por Richard Linklater.
- 2015: Mad Max: Fury Road, dirigida por George Miller.
- 2016: Toni Erdmann, dirigida por Maren Ade.
- 2017: The Other Side of Hope, dirigida por Aki Kaurismäki.
- 2018, Phantom Thread dirigida por Paul Thomas Anderson.
- 2019: Roma, dirigida por Alfonso Cuarón.
- 2021: Nomadland, dirigida por Chloé Zhao.
- 2022: Drive My Car, dirigida por Ryusuke Hamaguchi[10]
- 2023: Fallen Leaves, dirigida por Aki Kaurismäki.

Paul Thomas Anderson y Aki Kaurismäki son los únicos directores en ganar el premio 3 veces.